# Vincent Ventresca
Vincent Paul Gerard Ventresca (ur. 29 kwietnia 1966 w Indianapolis) – amerykański aktor, znany głównie z roli Dariena Fawkesa w serialu stacji Sci Fi Channel The Invisible Man (2000–2002).
Najmłodszy z jedenaściorga rodzeństwa. Absolwent Indiana University, gdzie studiował teatroznawstwo i psychologię. W 1995 poślubił swoją licealną miłość Dianne Shiner, z którą ma dwójkę dzieci – syna Benjamina i córkę Renee Marie.
Wystąpił gościnnie w popularnych serialach telewizyjnych, m.in. w Przyjaciołach (Friends), Dowodach zbrodni (Cold Case), Detektywie Monku (Monk) czy CSI: Kryminalnych zagadkach Miami (CSI: Miami).